# پشت (استان)
پشت (به مجاری:  Pest megye) یکی از استان‌های مجارستان در ناحیهٔ مرکزی آن است.

## خصوصیات
پشت ۶٬۳۹۳٫۱۴ کیلومترمربع مساحت و ۱٬۲۱۷٬۴۷۶ نفر جمعیت دارد.

## نگارخانه

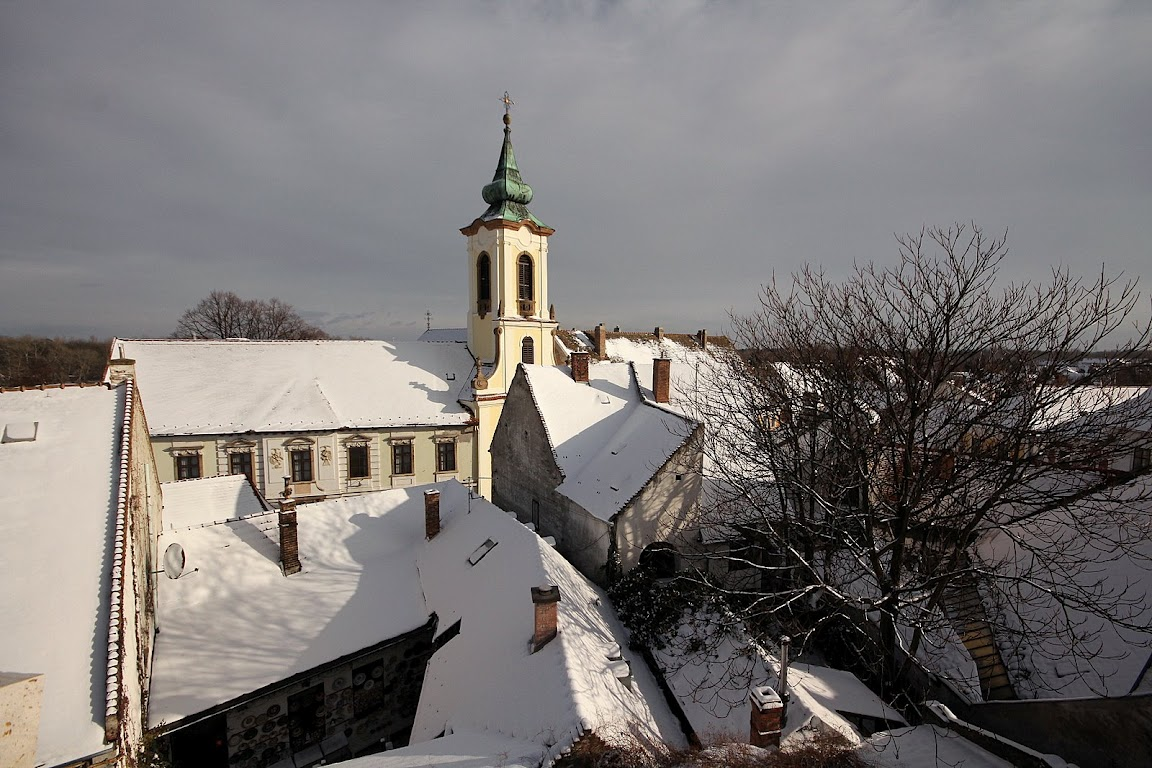
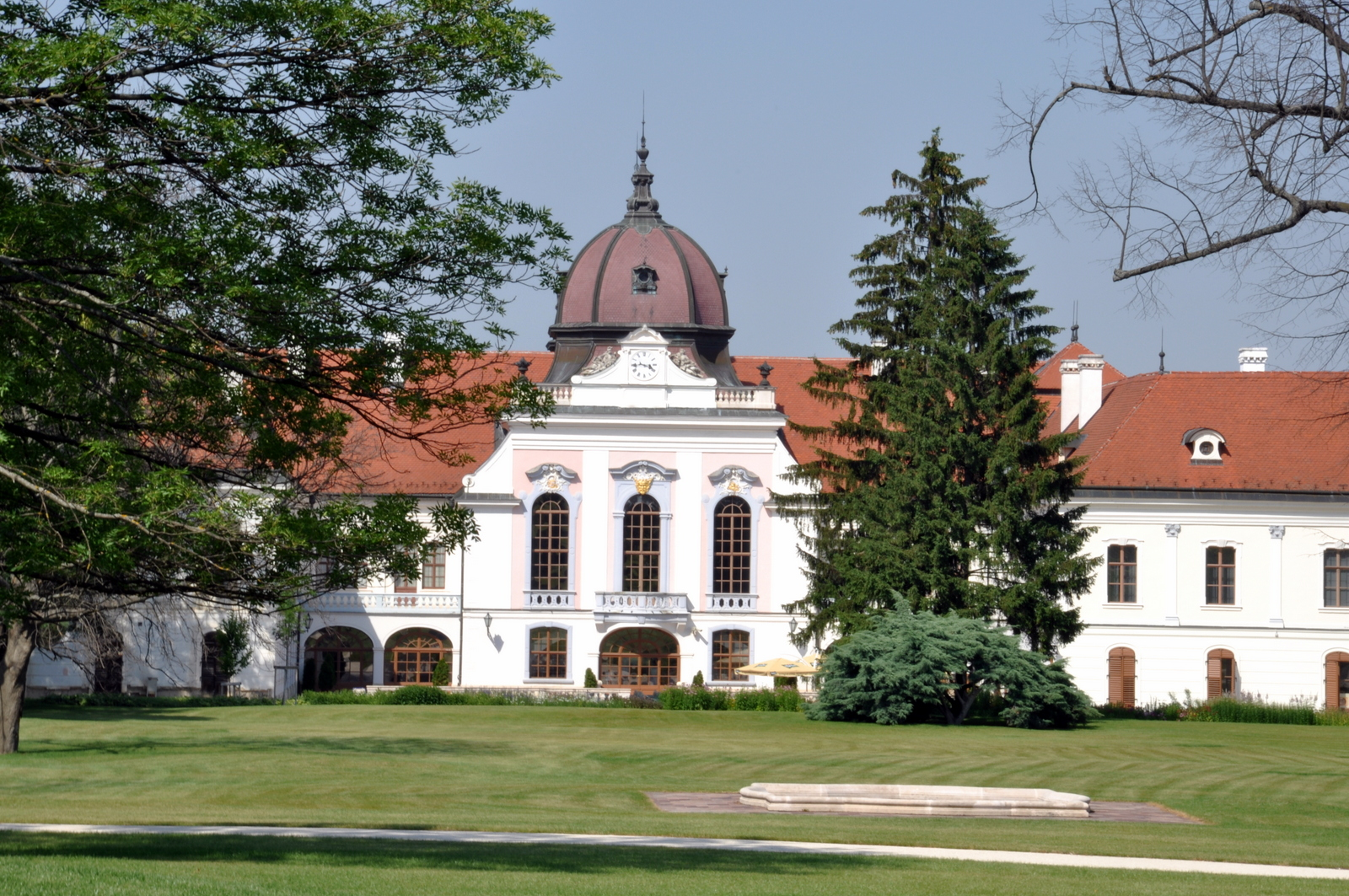
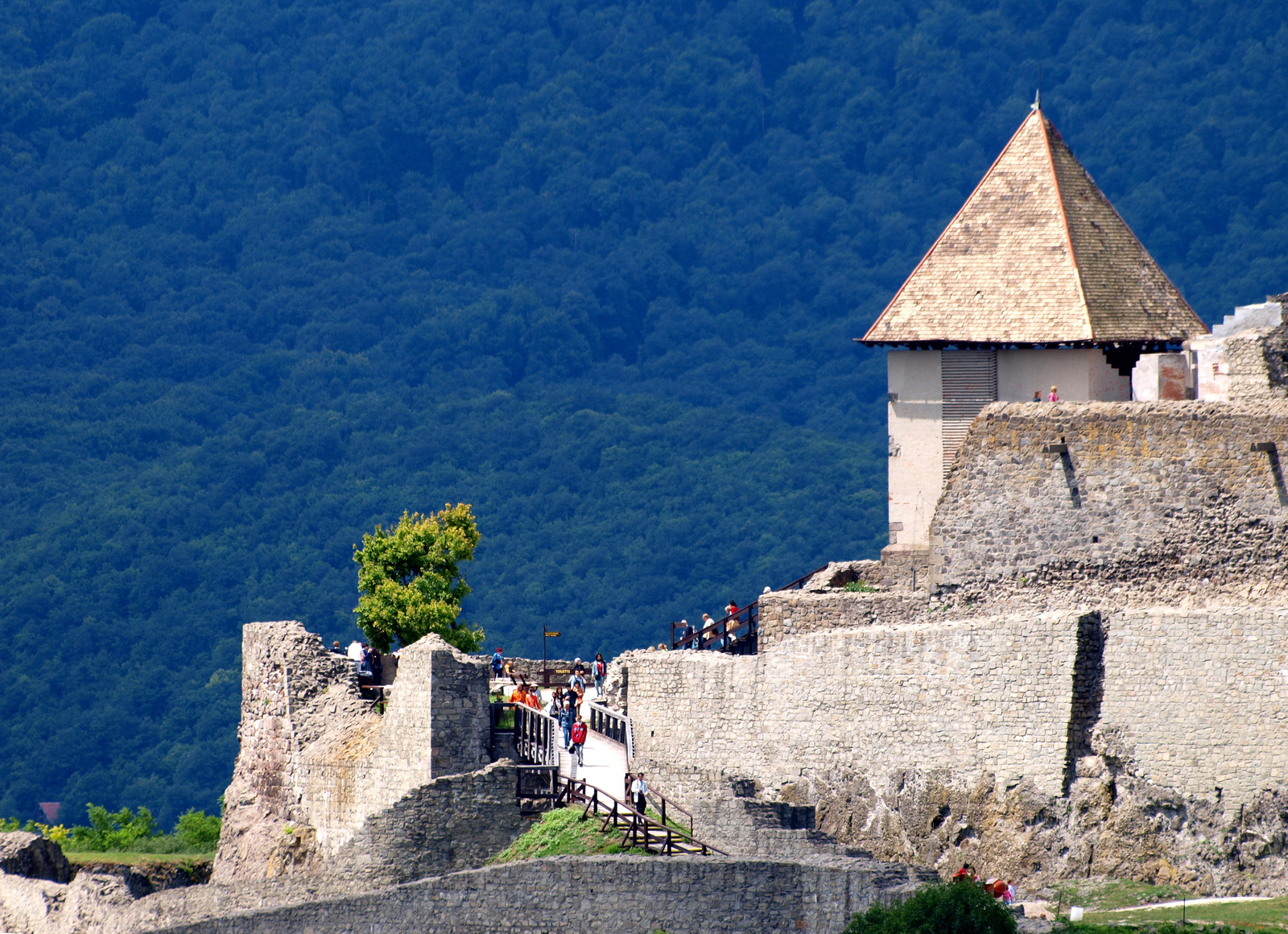
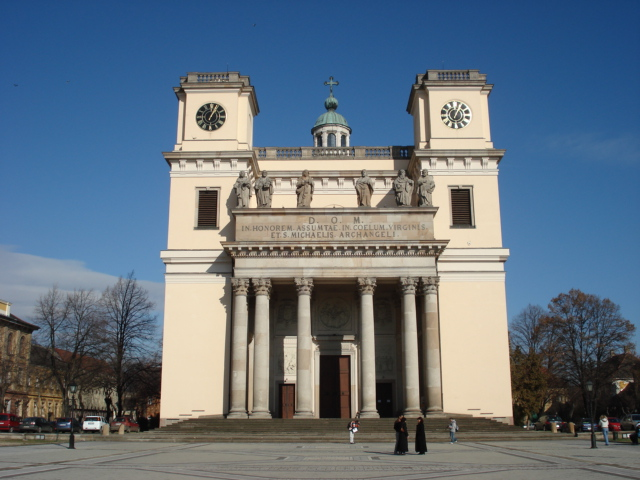
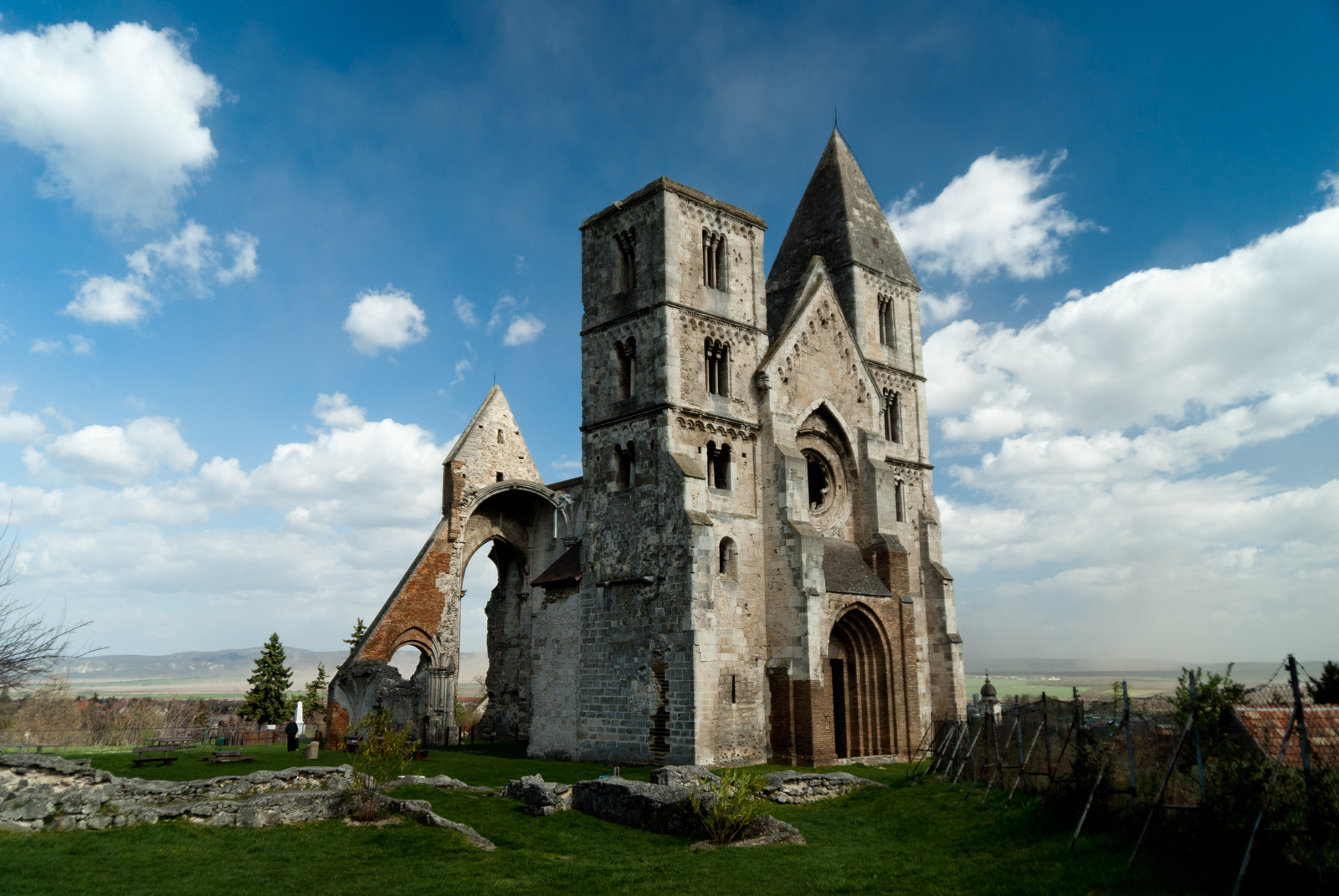
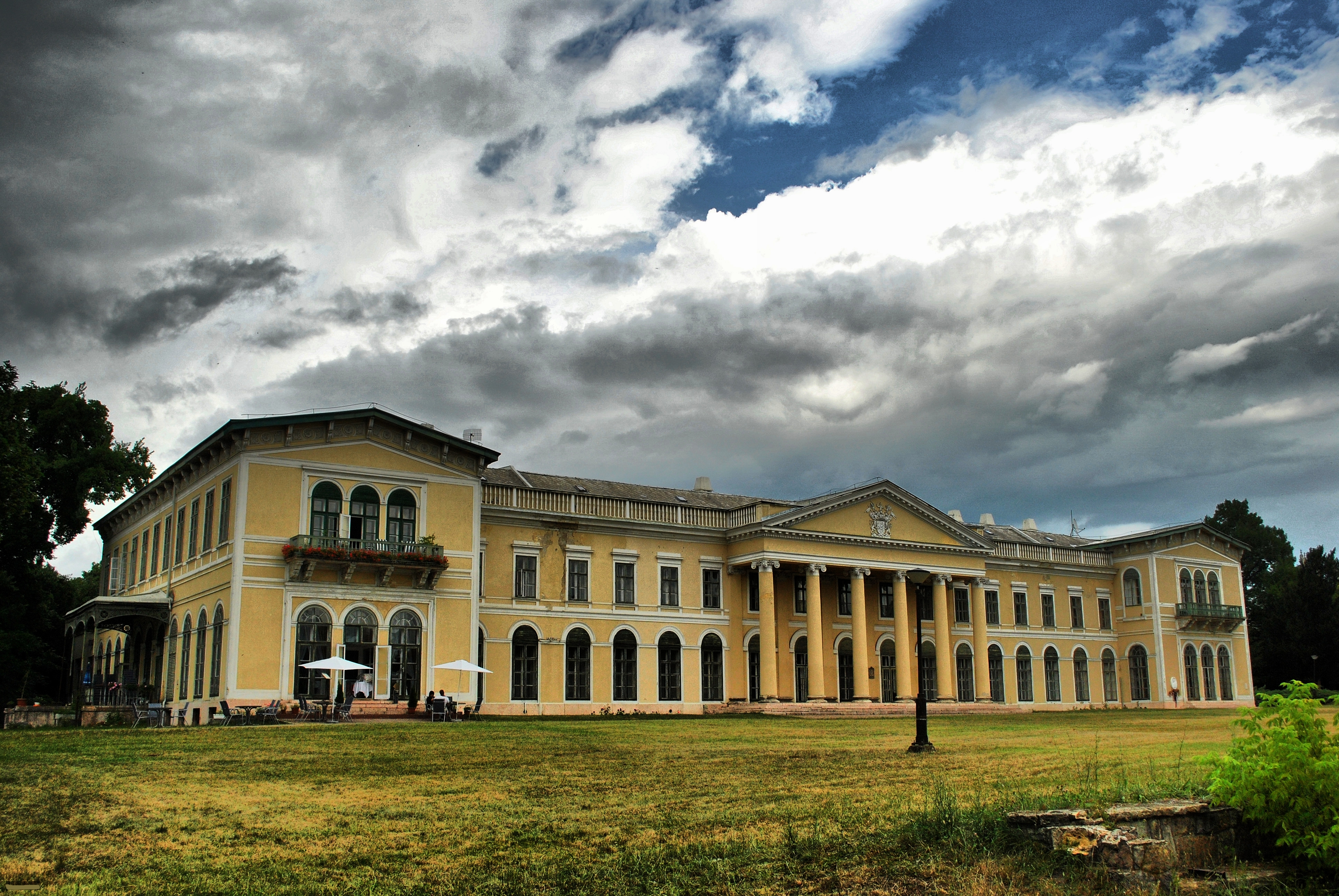
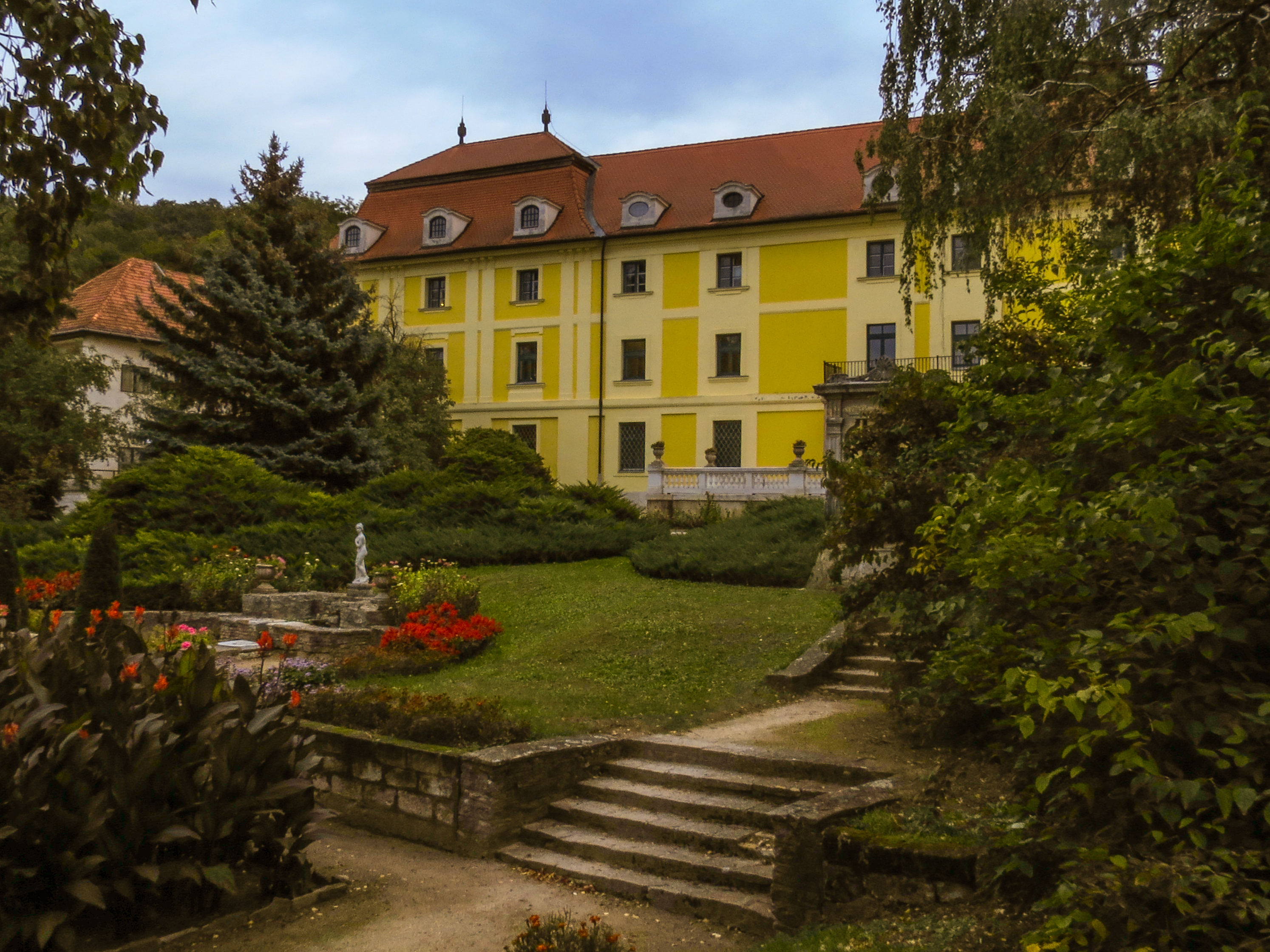
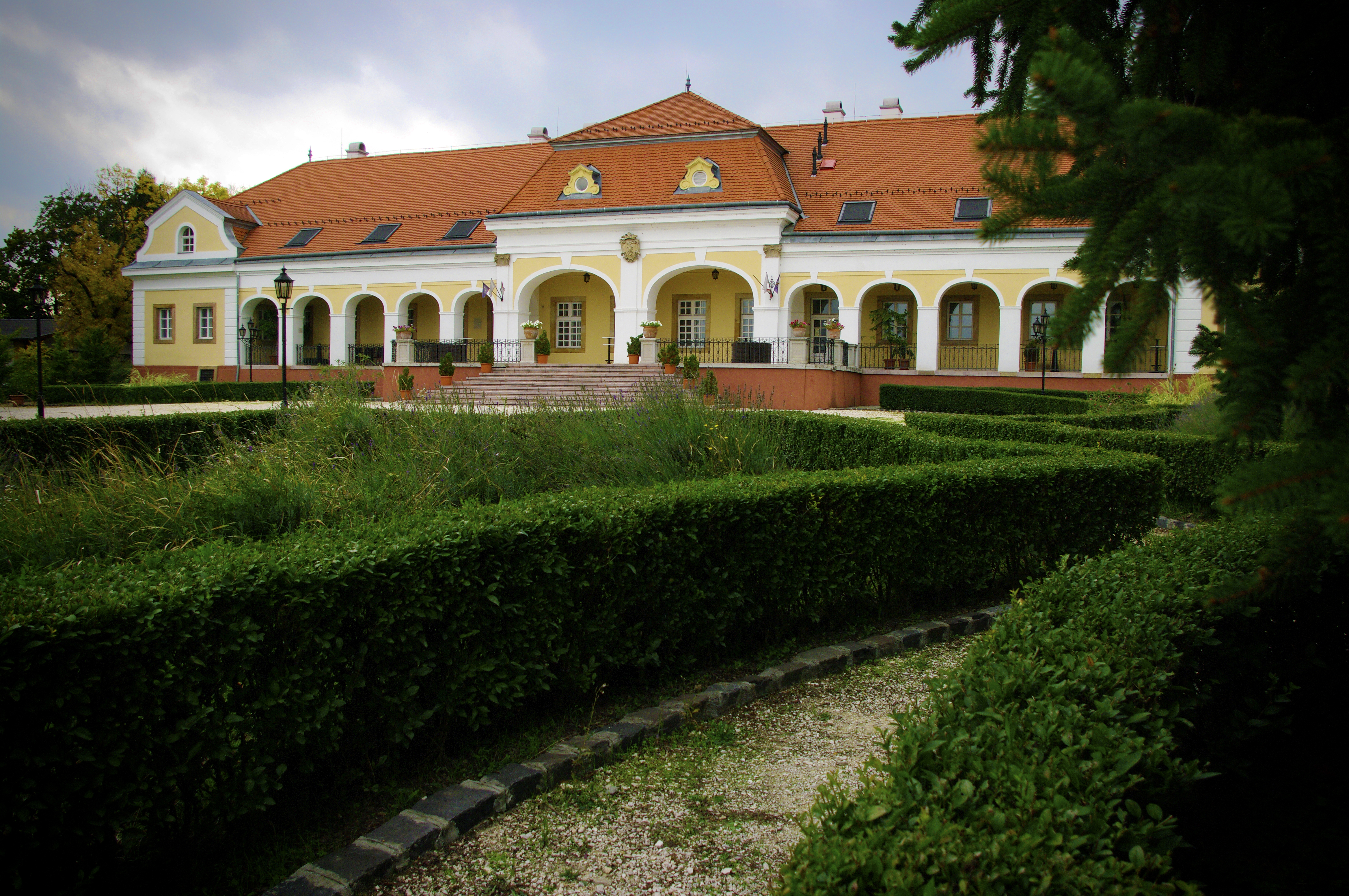